# Fotokinoverlag
Der VEB Fotokinoverlag war ein Buch- und Zeitschriftenverlag in der DDR, der von 1957 bis 1991 bestand und überwiegend Spezialliteratur für das Foto- und Filmschaffen herausgab. Er ging aus dem Wilhelm Knapp Verlag hervor, der 1838 gegründet worden war und ab 1887 Zeitschriften herausgegeben hatte.

## Geschichte
Seit 1838 bestand in Halle an der Saale der Wilhelm Knapp Verlag, der sich seit etwa 1887 auf die Herausgabe von Fachzeitschriften für Fotografie spezialisiert hatte. Ab den 1920er Jahren erschienen hier auch Foto- und Film-Zeitschriften. So erschien in diesem Verlag ab 1927 die erste Amateurfilm-Zeitschrift Film für alle. Nach dem Zweiten Weltkrieg wurde der Verlag 1948 zunächst in seiner alten Form wieder in Betrieb genommen. Neben Film- und Fotobüchern erschien auch andere Fachliteratur mit überwiegend technischem Schwerpunkt, wie Industrieverfahren, Bergbau, Chemie oder Landwirtschaft. 1950 wurden die Besitzer des Verlages enteignet und gründeten in Düsseldorf einen neuen Wilhelm Knapp Verlag mit ähnlichem inhaltlichen Schwerpunkt. Gleichzeitig wurde der Verlag in Halle unter dem Namen VEB Wilhelm Knapp Verlag weitergeführt. Seit 1955 erschien hier die Fotozeitschrift Foto-Falter und 1956 wurde die Zeitschrift Film für alle wiederbelebt.
Rückwirkend zum 1. Juni 1957 wurde am 24. August 1957 der VEB Fotokinoverlag Halle als Nachfolger des Knapp-Verlages gegründet und übernahm von diesem den auf das Film- und Fotoschaffen spezialisierten Teil des Verlagsprogramms, Zeitschriften, Mitarbeiter, Liegenschaften und technische Einrichtungen. 1960 hatte der Verlag seinen Sitz am Mühlweg 19 in Halle. Heute ist hier eine Außenstelle des sachsen-anhaltischen Landesamtes für Landwirtschaft, Flurneuordnung und Forsten untergebracht. 1962 wurden die Zeitschriften Foto-Falter und Film für alle zusammengelegt und unter dem Titel Fotokino-Magazin bis 1991 weitergeführt. Die ästhetische Ausrichtung des Verlages, u. a. orientiert am Bauhaus-Stil, brachte dem Verlag in den späten 50ern scharfe Kritik ein (siehe auch Formalismusstreit). Juergen Seuss, der seine Karriere als Buchgestalter beim Fotokinoverlag begann, nahm dies 1959 zum Anlass, in die BRD überzusiedeln.
1964 wurde der Fotokinoverlag in den Fachbuchverlag Leipzig eingegliedert und von diesem zunächst als Imprint weitergeführt. Der Verlagssitz in Halle wurde dazu aufgegeben und mit Verlagssitz des Fachbuchverlages in Leipzig in der Karl-Heine-Straße 16 zusammengeführt. 1965 wurde der Fotokinoverlag wieder ein eigener Verlag, der allerdings unter dem Dach des Fachbuchverlages arbeitete. Sitz des Verlages blieb bis zuletzt Leipzig. 1967 erhielt der Verlag anlässlich seines zehnjährigen Bestehens ein neues Signet.
In Folge der Wende wurde der Fotokinoverlag wieder mit dem Fachbuchverlag zusammengelegt und gemeinsam in eine GmbH umgewandelt. 1991 wurde diese GmbH durch die Treuhandanstalt an die Verlag TÜV Rheinland GmbH in Köln verkauft. Während der Fachbuchverlag durch diese weitergeführt wurde, wurde noch im selben Jahr der Betrieb des Fotokinoverlages und die Herausgabe der Zeitschriften eingestellt. In dem Gebäude an der Karl-Heine-Straße befindet sich heute die Kanzlei eines Insolvenzverwalters.

## Publikationen
Die Deutsche Nationalbibliothek verzeichnet etwa 780 Publikationen, die im Fotokinoverlag erschienen sind, darunter 23 Zeitschriften. Hinzu kommen zahlreiche Titel, die nach dem Krieg im Wilhelm Knapp Verlag herausgekommen waren. Bekannteste Zeitschriften des Verlages sind Bild und Ton (1948–1992, von 1969 bis 1990 im Fotokinoverlag), Fotografie (1947–1991, 1947 bis 1957 im Knapp-Verlag, danach im Fotokinoverlag) und das Fotokino-Magazin (1962–1991).